# Ника (кинопремия, 1997)
10-я церемония вручения наград национальной кинематографической премии «Ника» за заслуги в области российского кинематографа за 1996 год прошла в 1997 году в Центральном Доме кинематографистов.
Военная драма Сергея Бодрова старшего «Кавказский пленник», представленная на премию в семи номинациях, была удостоена шести наград: за лучший фильм, режиссуру, сценарий, работу звукорежиссёра и двух наград за лучшую мужскую роль (Сергей Бодров мл. и Олег Меньшиков).

## Статистика
Фильмы, получившие несколько номинаций
| Фильм                             | номинации | победы |
| --------------------------------- | --------- | ------ |
| • Кавказский пленник              | 7         | 6      |
| • Летние люди                     | 5         | 1      |
| • Ермак                           | 4         | 1      |
| • Карьера Артуро Уи. Новая версия | 3         | 1      |
| • Мужчина для молодой женщины     | 2         | 1      |
| • Научная секция пилотов          | 2         | 1      |
| • Прибытие поезда                 | 2         | -      |
| • Ревизор                         | 2         | -      |

## Список лауреатов и номинантов

### Основные категории
• Победители выделены отдельным цветом. 
| Категории                           | Лауреаты и номинанты                                                                           | Лауреаты и номинанты                                                                           | Лауреаты и номинанты                                                                           |
| ----------------------------------- | ---------------------------------------------------------------------------------------------- | ---------------------------------------------------------------------------------------------- | ---------------------------------------------------------------------------------------------- |
| Лучший игровой фильм                | • Кавказский пленник (режиссёр: Сергей Бодров ст., продюсеры: Борис Гиллер, Сергей Бодров ст.) | • Кавказский пленник (режиссёр: Сергей Бодров ст., продюсеры: Борис Гиллер, Сергей Бодров ст.) | • Кавказский пленник (режиссёр: Сергей Бодров ст., продюсеры: Борис Гиллер, Сергей Бодров ст.) |
| Лучший игровой фильм                | • Летние люди (режиссёр: Сергей Урсуляк, продюсер: Олег Копанец)                               |                                                                                                |                                                                                                |
| Лучший игровой фильм                | • Ермак (режиссёры: Владимир Краснопольский, Валерий Усков, продюсер: Александр Литвинов)      |                                                                                                |                                                                                                |
| Лучший игровой фильм                | • Любить по-русски 2 (режиссёр: Евгений Матвеев, продюсеры: Виктор Глухов, Сергей Мелькумов)   |                                                                                                |                                                                                                |
| Лучший неигровой фильм              | • Сергей Эйзенштейн. Автобиография (режиссёр: Олег Ковалов)                                    | • Сергей Эйзенштейн. Автобиография (режиссёр: Олег Ковалов)                                    | • Сергей Эйзенштейн. Автобиография (режиссёр: Олег Ковалов)                                    |
| Лучший неигровой фильм              | • Адрес Кино-Красногорск (режиссёр: Галина Долматовская)                                       |                                                                                                |                                                                                                |
| Лучший неигровой фильм              | • Лёшкин луг. Фильмы 1-5 (режиссёр: Алексей Погребной)                                         |                                                                                                |                                                                                                |
| Лучший анимационный фильм           | • Братья Пилоты готовят на завтрак макарончики (режиссёр: Александр Татарский)                 | • Братья Пилоты готовят на завтрак макарончики (режиссёр: Александр Татарский)                 | • Братья Пилоты готовят на завтрак макарончики (режиссёр: Александр Татарский)                 |
| Лучший анимационный фильм           | • Авраам (режиссёр: Наталья Дабижа)                                                            |                                                                                                |                                                                                                |
| Лучший анимационный фильм           | • Русалка (режиссёр: Александр Петров)                                                         |                                                                                                |                                                                                                |
| Лучшая режиссёрская работа          |                                                                                                | • Сергей Бодров ст. за фильм «Кавказский пленник»                                              | • Сергей Бодров ст. за фильм «Кавказский пленник»                                              |
| Лучшая режиссёрская работа          | • Алексей Балабанов — «Прибытие поезда» (новелла «Трофимъ»)                                    |                                                                                                |                                                                                                |
| Лучшая режиссёрская работа          | • Дмитрий Месхиев мл. — «Прибытие поезда» (новелла «Экзерсис № 5»)                             |                                                                                                |                                                                                                |
| Лучшая сценарная работа             | • Ариф Алиев, Сергей Бодров ст. и Борис Гиллер — «Кавказский пленник»                          | • Ариф Алиев, Сергей Бодров ст. и Борис Гиллер — «Кавказский пленник»                          |                                                                                                |
| Лучшая сценарная работа             | • Эдуард Володарский — «Одинокий игрок»                                                        |                                                                                                |                                                                                                |
| Лучшая сценарная работа             | • Валерий Приёмыхов — «Крестоносец»                                                            |                                                                                                |                                                                                                |
| Лучшая мужская роль                 |                                                                                                | • Сергей Бодров мл. — «Кавказский пленник» (за роль Ивана Жилина)                              |                                                                                                |
| Лучшая мужская роль                 | • Олег Меньшиков — «Кавказский пленник» (за роль Саши Костылина)                               |                                                                                                |                                                                                                |
| Лучшая мужская роль                 | • Александр Филиппенко — «Карьера Артуро Уи. Новая версия» (за роль Артуро Уи)                 |                                                                                                |                                                                                                |
| Лучшая женская роль                 | • Елена Сафонова — «President и его женщина» (за роль Веры)                                    | • Елена Сафонова — «President и его женщина» (за роль Веры)                                    | • Елена Сафонова — «President и его женщина» (за роль Веры)                                    |
| Лучшая женская роль                 | • Татьяна Друбич — «Привет, дуралеи!» (за роль Ксении Засыпкиной)                              |                                                                                                |                                                                                                |
| Лучшая женская роль                 | • Наталия Коляканова — «Принципиальный и жалостливый взгляд» (за роль Али)                     |                                                                                                |                                                                                                |
| Лучшая роль второго плана           | • Михаил Глузский — «Мужчина для молодой женщины» (за роль тестя)                              | • Михаил Глузский — «Мужчина для молодой женщины» (за роль тестя)                              | • Михаил Глузский — «Мужчина для молодой женщины» (за роль тестя)                              |
| Лучшая роль второго плана           | • Ирина Купченко — «Летние люди» (за роль Марьи Львовны)                                       |                                                                                                |                                                                                                |
| Лучшая роль второго плана           | • Олег Янковский — «Ревизор» (за роль Аммоса Фёдоровича Ляпкина-Тяпкина)                       |                                                                                                |                                                                                                |
| Лучшая операторская работа          | • Игорь Клебанов — «Научная секция пилотов»                                                    | • Игорь Клебанов — «Научная секция пилотов»                                                    | • Игорь Клебанов — «Научная секция пилотов»                                                    |
| Лучшая операторская работа          | • Павел Лебешев — «Кавказский пленник»                                                         |                                                                                                |                                                                                                |
| Лучшая операторская работа          | • Сергей Юриздицкий — «Летние люди»                                                            |                                                                                                |                                                                                                |
| Лучшая музыка к фильму              | • Микаэл Таривердиев (посмертно) — «Летние люди»                                               | • Микаэл Таривердиев (посмертно) — «Летние люди»                                               | • Микаэл Таривердиев (посмертно) — «Летние люди»                                               |
| Лучшая музыка к фильму              | • Сергей Курёхин — «Научная секция пилотов»                                                    |                                                                                                |                                                                                                |
| Лучшая музыка к фильму              | • Исаак Шварц — «Мужчина для молодой женщины»                                                  |                                                                                                |                                                                                                |
| Лучшая работа звукорежиссёра        | • Екатерина Попова — «Кавказский пленник»                                                      | • Екатерина Попова — «Кавказский пленник»                                                      | • Екатерина Попова — «Кавказский пленник»                                                      |
| Лучшая работа звукорежиссёра        | • Владимир Мазуров — «Карьера Артуро Уи. Новая версия»                                         |                                                                                                |                                                                                                |
| Лучшая работа звукорежиссёра        | • Игорь Майоров — «Ермак»                                                                      |                                                                                                |                                                                                                |
| Лучшая работа художника             | • Борис Бланк и Владимир Гудилин — «Карьера Артуро Уи. Новая версия»                           | • Борис Бланк и Владимир Гудилин — «Карьера Артуро Уи. Новая версия»                           | • Борис Бланк и Владимир Гудилин — «Карьера Артуро Уи. Новая версия»                           |
| Лучшая работа художника             | • Владимир Донсков — «Ермак»                                                                   |                                                                                                |                                                                                                |
| Лучшая работа художника             | • Георгий Кропачёв — «Летние люди»                                                             |                                                                                                |                                                                                                |
| Лучшая работа художника по костюмам | • Нина Крючкова и Михаил Горелик — «Ермак»                                                     | • Нина Крючкова и Михаил Горелик — «Ермак»                                                     | • Нина Крючкова и Михаил Горелик — «Ермак»                                                     |
| Лучшая работа художника по костюмам | • Алина Будникова — «Ревизор»                                                                  |                                                                                                |                                                                                                |
| Лучшая работа художника по костюмам | • Светлана Лузанова — «Чёрная вуаль»                                                           |                                                                                                |                                                                                                |

### Специальная награда
| Приз «Честь и достоинство» | • Георгий Степанович Жжёнов |